# Walker Percy
Pour les articles homonymes, voir Percy.
Œuvres principales
- Le Cinéphile

Compléments
Académie américaine des arts et des lettres, Académie américaine des arts et des sciences
Walker Percy, né le 28 mai 1916 à Birmingham, en Alabama, et mort le 10 mai 1990 à Covington, en Louisiane, est un écrivain américain.

## Biographie
Il naît dans une famille protestante hantée par le suicide du grand-père paternel en février 1917. En 1929, le père du jeune Walker, alors âgé de 13 ans, se suicide à son tour. Deux ans plus tard, sa mère meurt en perdant le contrôle de son véhicule qui tombe du haut d'un pont près de Leland dans l'État du Mississippi, un événement que l'écrivain a toujours considéré comme un suicide maquillé. 
Après la mort de leur mère, Walker et ses deux frères cadets sont pris en charge à Greenville (Mississippi) par leur cousin, l'avocat et poète William Alexander Percy (en), qui les élève dans la pensée agnostique. Walker rencontre et devient l'ami d'un de ses voisins, le futur écrivain Shelby Foote.
Walker amorce des études supérieures à l'université de Caroline du Nord à Chapel Hill. En 1941, il obtient son diplôme en médecine de l'université Columbia de New York et devient psychothérapeute, mais il contracte la tuberculose lors d'une autopsie et passe plusieurs années en convalescence au sanatorium de Saranac Lake. Pendant ce séjour, il lit les œuvres de l'écrivain russe Fiodor Dostoïevski et du danois Søren Kierkegaard qui auront une influence sur ses romans à venir.
Le 7 novembre 1946, il épouse Mary Bernice Townsend. Le couple se convertit au catholicisme en 1947.
Admirateur de William Faulkner, il prend néanmoins ses distances avec le grand écrivain sudiste lorsqu'il commence à écrire en 1956 : Walker Percy se reconnaît alors comme un écrivain catholique[réf. nécessaire]. Après plusieurs tentatives infructueuses pour se faire éditer, il accepte de collaborer avec l'éditeur Stanley Kauffmann (en) et réécrit à plusieurs reprises son premier roman Le Cinéphile (The Moviegoer), finalement publié en 1961. L'œuvre obtient un succès immédiat et décroche le National Book Award en 1962.
La mère de John Kennedy Toole s'adresse à lui en 1976, alors qu'il est enseignant à Loyola, pour le convaincre de lire le roman de son fils qui s'était suicidé sept ans plus tôt parce qu'il ne parvenait pas à faire publier son livre. D'abord réticent à la requête de cette dame, au fil de la lecture, Percy est séduit par le personnage d'Ignatius Reilly. En 1980, après avoir entrepris des démarches auprès d'un éditeur, La Conjuration des imbéciles (A Confederacy of Dunces) est publié et connaît un immense succès. Son auteur reçoit à titre posthume le prix Pulitzer de la fiction.

## Œuvre

### Romans
- The Moviegoer (1961) Publié en français sous le titre Le Cinéphile, traduit par Claude Blanc, Aix-en-Provence, France, Éditions Pandora, coll. « Pandora textes », 1982, 225 p.  (ISBN 2-86371-034-6) ; réédition, Paris/Marseille, Rivages, coll. « Littérature étrangère », 1989  (ISBN 2-86930-203-7) ; réédition, Marseille, Rivages, coll. « Bibliothèque étrangère Rivages » no 18, 1990  (ISBN 2-86930-336-X) ; réédition, Paris, Payot & Rivages, coll. « Rivages poche » no 18, 2014  (ISBN 978-2-7436-2820-8)
- The Last Gentleman (1966) Publié en français sous le titre Le Dernier Gentleman, traduit par Bénédicte Chorier, Paris, Éditions Rivages, coll. « Littérature étrangère », 1990, 378 p.  (ISBN 2-86930-334-3)
- Love in the Ruins: The Adventures of a Bad Catholic at a Time Near the End of the World (1971) Publié en français sous le titre L’Amour parmi les ruines, traduit par André Simon, Paris, Éditions Calmann-Lévy, 1973, 393 p.  (ISBN 2-7021-1993-X) ; réédition, Paris, Payot & Rivages, coll. « Rivages poche » no 88, 1993  (ISBN 2-86930-638-5)
- Lancelot (1977) Publié en français sous le titre Lancelot, traduit par Sabine Porte, Paris, Éditions Flammarion, 2001, 288 p.  (ISBN 2-08-067899-X) ; réédition, Paris, J'ai lu no 6526, 2003  (ISBN 2-290-32352-7)
- The Second Coming (1980) Publié en français sous le titre Les Signes de l’Apocalypse, traduit par Françoise et Guy Casaril, Paris, Éditions Calmann-Lévy, 1982, 359 p.  (ISBN 2-7021-0439-8) ; réédition, Paris, Payot & Rivages, coll. « Rivages poche. Bibliothèque étrangère » no 172, 1995  (ISBN 2-86930-989-9)
- The Thanatos Syndrome (1987) Publié en français sous le titre Le Syndrome de Thanatos [« The Thanatos Syndrome »], traduit par Bénédicte Chorier, Marseille, Éditions Rivages, coll. « Littérature étrangère », 1988, 366 p.  (ISBN 2-86930-156-1)

### Nouvelle
- A Detective Story (2009), publication posthume

### Essais
- The Message in the Bottle: How Queer Man Is, How Queer Language Is, and What One Has to Do with the Other (1975)
- Going Back to Georgia (1978)
- Questions They Never Asked Me (1979)
- Bourbon (1982)
- Lost in the Cosmos: The Last Self-Help Book (1983)
- How to Be an American Novelist in Spite of Being Southern and Catholic (1984)
- The City of the Dead (1985)
- Conversations with Walker Percy (1985)
- Diagnosing the Modern Malaise (1985)
- Novel-Writing in an Apocalyptic Time' (1986)
- State of the Novel: Dying Art or New Science (1988)
- Signposts in a Strange Land (1991)
- More Conversations with Walker Percy (1993)
- A Thief of Peirce: The Letters of Kenneth Laine Ketner and Walker Percy (1995)
- The Correspondence of Shelby Foote and Walker Percy (1996)